# 烏多夫
烏多夫（德語：Urdorf）是瑞士联邦苏黎世州迪蒂孔区的市镇。该市镇面积为7.58平方千米，海拔高度416米，2018年12月31日人口数为9,846。

## 外部連結
- 乌多夫官方网站 （页面存档备份，存于） （德文）